# Río Ñireguao
Río Ñireguao är ett vattendrag i Chile.   Det ligger i regionen Región de Aisén, i den södra delen av landet, 1 300 km söder om huvudstaden Santiago de Chile.
I omgivningarna runt Río Ñireguao växer i huvudsak blandskog. Runt Río Ñireguao är det mycket glesbefolkat, med 4 invånare per kvadratkilometer.